# Berg der Kreuze

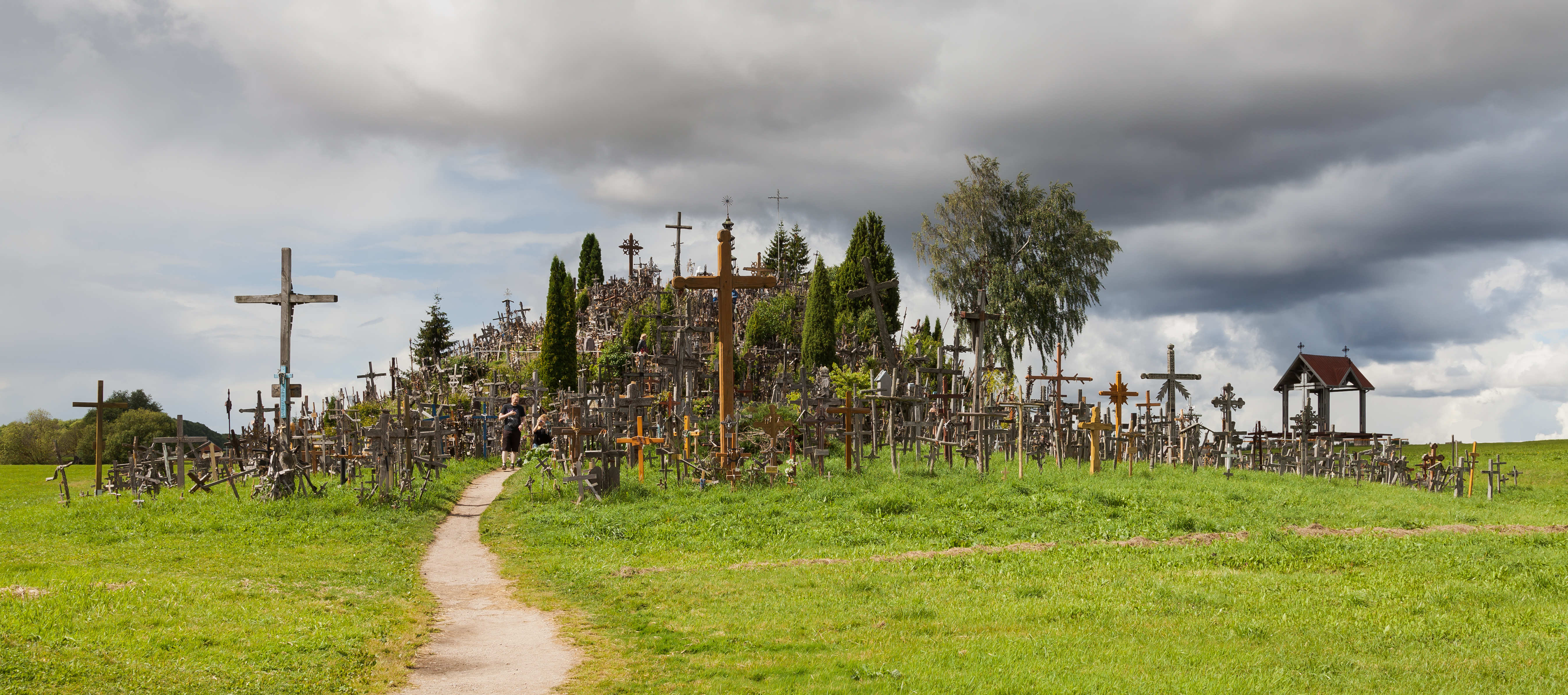
Berg der Kreuze – Panorama

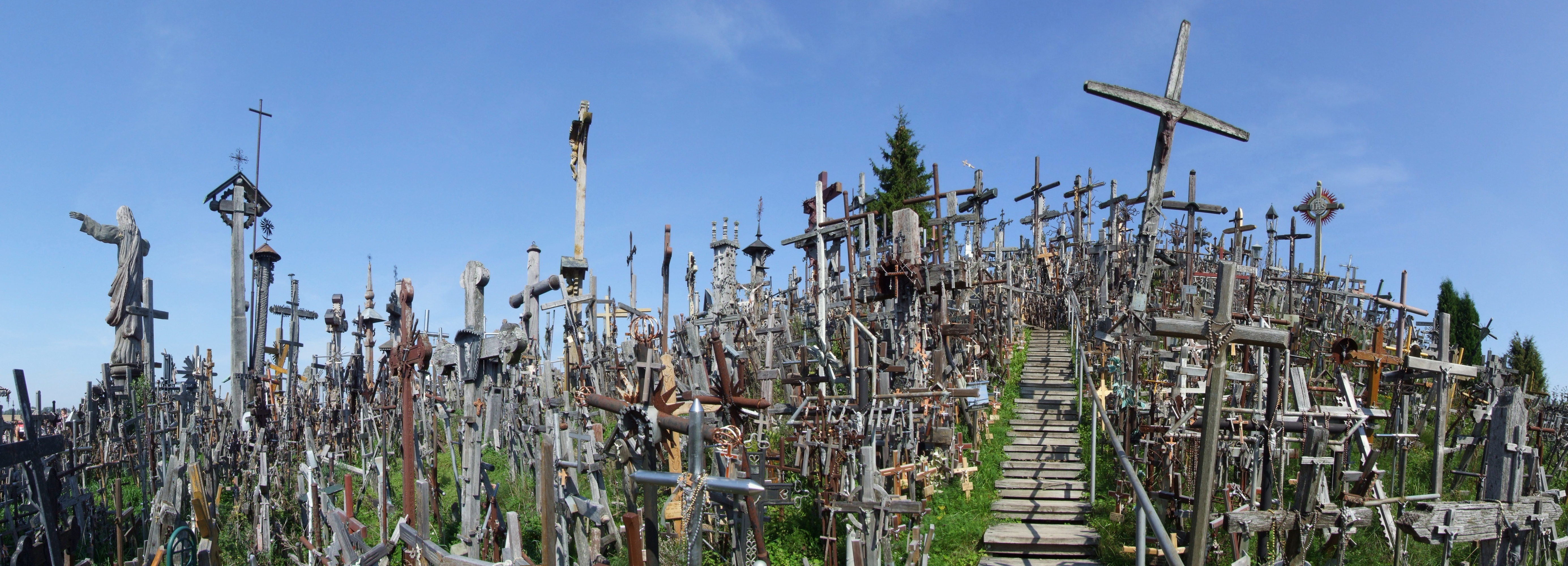
Berg der Kreuze

Der Berg der Kreuze (Kryžių kalnas anhörenⓘ) ist ein katholisch und touristisch geprägter Wallfahrtsort in Litauen.

## Lage, Gestalt und Brauchtum
Koordinaten: 56° 0′ 55,2″ N, 23° 24′ 59,6″ O

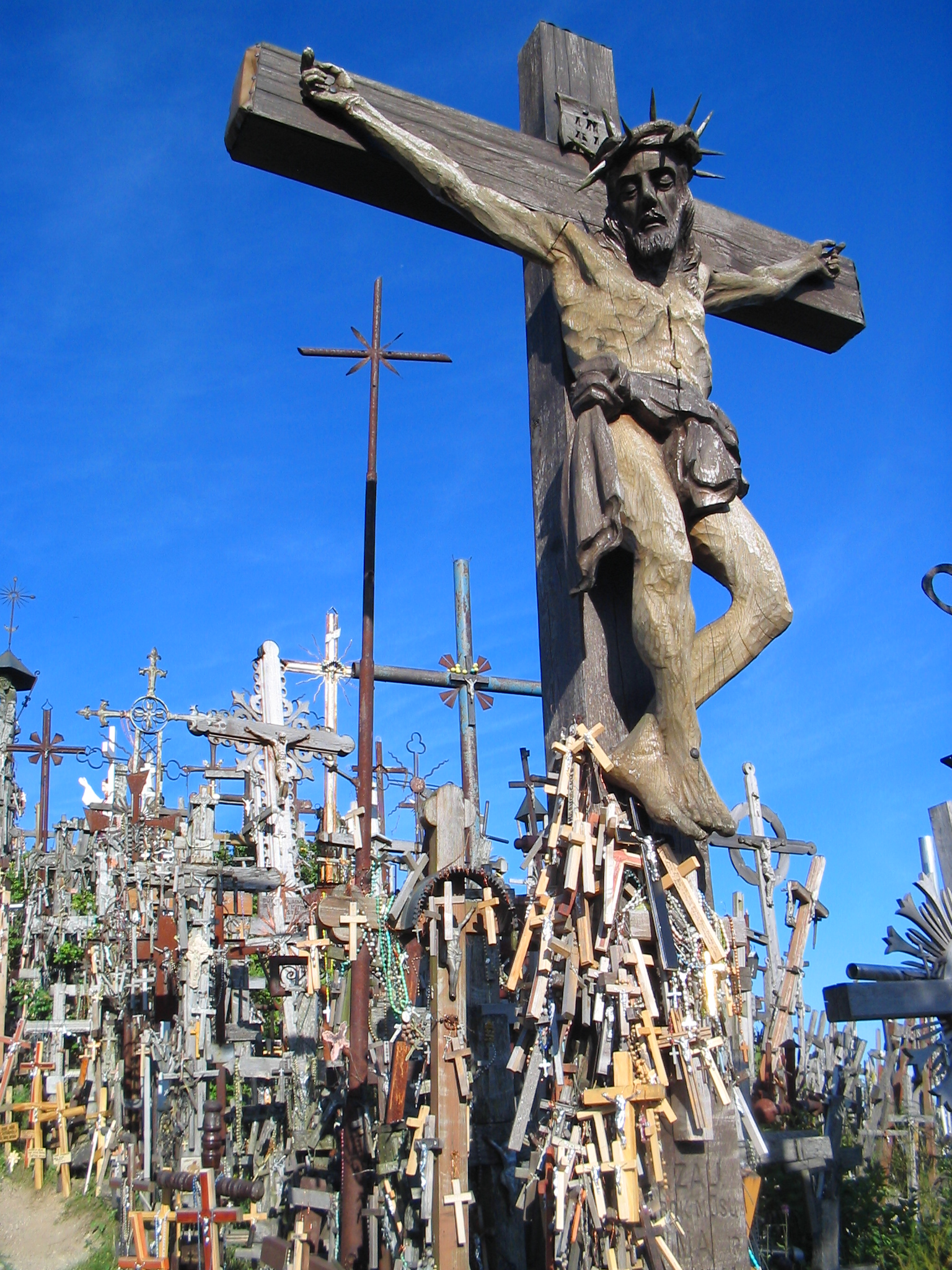
Berg der Kreuze

Berg der Kreuze – Detail

Der Berg liegt ca. 12 km nördlich von Šiauliai (deutsch: Schaulen, polnisch: Szawle), 1,5 km östlich der Fernverkehrsstraße A12, die von Šiauliai über Joniškis nach Riga führt. Die Bezeichnung Berg der Kreuze ist zwar im deutschen Sprachgebrauch üblich, aber aufgrund seiner geringen Höhe von zehn Metern kommt die Bezeichnung Hügel jedoch näher. Eine schmale Treppe aus Holzbohlen führt über den sattelförmigen Doppelhügel. Pilger pflegen Kreuze auf diesen Hügel zu stellen, häufig verbunden mit einem Wunsch oder Dank. Die Wallfahrt erfolgt individuell und ist an keine Termine gebunden, jedoch wird der Berg der Kreuze besonders zu Hochzeiten, Geburten und an Ostern besucht.

## Legenden und Fakten zur Entstehung und Entwicklung
Zu Entstehung des Hügels, dem Aufstellen der Kreuze sowie den damit ausgelösten Wirkungen gibt es unter anderem zwei Legenden:
Ein Vater schlief am Lager seiner kranken Tochter ein; im Traum erschien ihm eine weiße Frauengestalt, die ihm aufgab, ein Kreuz auf dem Hügel aufzustellen. Der Mann tat, wie ihm von der Frauengestalt geheißen und stellte ein Kreuz auf eben jenem Hügel auf. Bei seiner Rückkehr nach Hause war seine Tochter wieder gesund.
Eine weitere Legende erzählt von einem Fürsten aus Vilnius. Dieser habe vor 300 Jahren gegen einen anderen Fürsten prozessiert und sei an dem Berg vorbei zum Gericht nach Riga gereist. Seinen Bediensteten habe er dabei gesagt: „Wenn ich den Prozess gewinne, werde ich auf dem Berg ein Kreuz aufstellen.“ Nachdem der Fürst den Prozess gewonnen hatte, befahl er auf dem Rückweg, auf dem Berg das Kreuz zu errichten. Bald habe sich der Ruf vom Gelübde des Fürsten im ganzen Lande verbreitet.
Der Hügel gilt als mittelalterlicher Burghügel, wobei die Burg den Namen Jurgaičiai getragen haben und 1348 von Kreuzrittern zerstört worden sein soll. Bereits zu dieser Zeit war der zumindest zum Teil künstlich angelegte Hügel vermutlich eine Gebets- und Opferstätte.

## Geschichte im 19. und 20. Jahrhundert
Nach der Dritten Polnischen Teilung wurde Litauen Teil des  Russischen Reiches. In der Folgezeit rebellierten Polen und Litauer zweimal gegen die Russische Obrigkeit und zwar im Novemberaufstand der Jahre 1830/31 sowie im Januaraufstand 1863/64. Beide Aufstände gegen das zaristische Regime wurden blutig niedergeschlagen. Zu dieser Zeit sollen die Bewohner der Umgebung begonnen haben, auf dem Hügel Kreuze für ihre bei den Aufständen getöteten Angehörigen aufzustellen, von denen sie nicht wussten, wo sie begraben sind. Andere Quellen gehen davon aus, dass die Aufständischen auf dem Hügel hingerichtet wurden.
1900 standen 150 und 1940 etwa 400 Kreuze auf dem Hügel. Nachdem die Sowjetunion im Juni 1940 Litauen okkupiert hatte und 1940/1941 und erneut von 1945 bis 1953 mehr als 100.000 Litauer nach Sibirien deportiert wurden, nahm das Aufstellen der Kreuze ab. Als nach Stalins Tod 1953 die Überlebenden unter den Deportierten nach und nach aus Sibirien zurückkehrten, stellten sie sogleich Kreuze zur Erinnerung an die im Gulag Verstorbenen auf. Ebenso errichteten viele politisch Gefangene und Gläubige weitere Kreuze. Dadurch wurde zunehmend der litauische Wallfahrtsort zu einem politischen Symbol gegen die kommunistische Herrschaft der Sowjets in Litauen. Der Hügel war daher zunehmend ein Dorn im Auge des kommunistischen Regimes in Litauen, und am 16. Juni 1959 befasste sich erstmals das Zentralkomitee der Kommunistischen Partei Litauens mit dem Hügel. Es wurde beschlossen, den angeblich heiligen Ort zu zerstören. Eine erste Vernichtungsaktion fand am 5. April 1961 statt. Hierbei wurden die Kreuze mit Bulldozern niedergewalzt, 2179 Kreuze vom Hügel geholt und die Holzkreuze verbrannt. Eiserne Kreuze wurden zum Schrott gegeben, die Stein- und Betonkruzifixe zerschlagen, vergraben oder im nahe liegenden Bach versenkt. Doch bereits in der nächsten Nacht wurden neue Kreuze errichtet. 1973, 1974 und 1975 wurden diese Zerstörungsaktionen des Regimes wiederholt, jedoch blieb der Kreuzzug der Kommunisten gegen den Berg der Kreuze erfolglos, wodurch der Berg zunehmend zum Symbol des nationalen Widerstands wurde. 1990 soll es bereits 40.000 Kreuze auf dem Hügel gegeben haben. Zusätzlich stieg die Zahl der Kreuze, als im Januar 1991 im Kampf um die nationale Unabhängigkeit Litauens vierzehn Menschen bei der Erstürmung des Fernsehturms in Vilnius durch sowjetische Spezialtruppen ihr Leben lassen mussten. Anfang der 1990er Jahre wurde von Studenten der Universität Vilnius ein Versuch unternommen, die Zahl der Kreuze, die sich inzwischen auf einer Fläche von einem Hektar neben dem Hügel ausbreiten, zu bestimmen. Bei 50.000 Kreuzen haben sie zu zählen aufgehört. Nicht mit einbezogen wurden damals die kleinen Kreuzanhänger und Rosenkränze, die an größere Kreuze gehängt werden. Diese verstärken die mystische Stimmung des Ortes, wenn sie schon bei leichtem Wind aneinander schlagen und dabei ein leises Geläut bzw. Klappern von sich geben.

## Papstbesuch und Errichtung des Franziskanerklosters

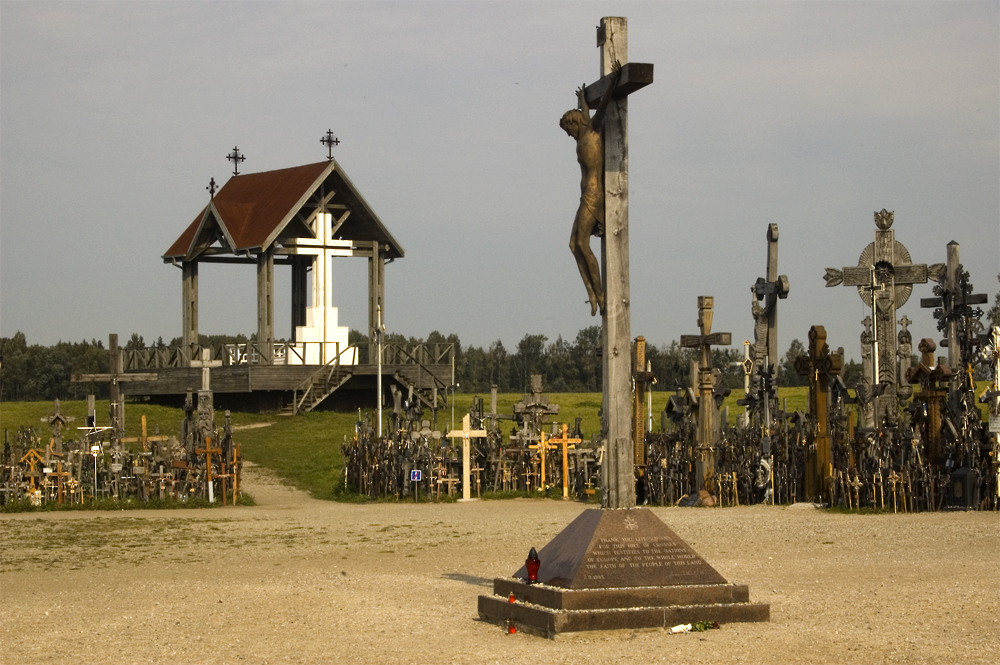
Päpstlicher Altar am Berg der Kreuze

Am 7. September 1993 besuchte Papst Johannes Paul II. diesen Ort und zelebrierte in dem eigens zu diesem Zwecke errichteten Altarpavillon unter freiem Himmel vor etwa 100.000 Gläubigen eine Messe. Während dieses Festaktes betraute Johannes Paul II. den Franziskaner-Orden mit der Betreuung des Wallfahrtsortes und dem Bau eines Klosters. Die Grundsteinlegung für diesen Klosterbau erfolgte Ende der 1990er Jahre. Das nach Plänen des italienischen Architekten Nunzio Rimmaudo errichtete Gebäude umfasst zwei Stockwerke und ist in der Form eines litauischen Kreuzes um einen Kreuzgang herum gebaut. Es dient als Noviziatshaus für angehende Mönche sowie als Ort des Gebetes und der Kontemplation. Das Kloster wurde im Juli 2000 nach zweijähriger Bauzeit eingeweiht. Die Baukosten beliefen sich auf rund 1,1 Millionen Euro. Im Erdgeschoss befindet sich eine kleine Kapelle. Hinter dem Altarraum geben große Glasfenster den Blick auf den Berg der Kreuze frei. Des Weiteren bietet das Erdgeschoss Platz für eine Bibliothek, Büros, die Küche, das Refektorium sowie vier Gästezimmer. Im Obergeschoss befinden sich insgesamt 16 Zellen von Ordensbrüdern, darunter 14 für Novizen. 1994 stiftete der Vatikan zudem ein großes Kreuz mit Christusfigur, das beim Beginn der kleinen Treppe aufgestellt wurde, die über den Berg der Kreuze führt.
Seit der Wiedergewinnung der Unabhängigkeit Litauens 1991 und insbesondere nach dem Papstbesuch gilt der Kreuzberg international als heiliger Ort für Katholiken, was man an den Kreuzen mit Inschriften aus aller Welt erkennen kann.

## Immaterielles Kulturerbe der Menschheit
„Kreuzschnitzerei und ihre Symbolik“ ist der Titel eines litauischen Beitrags zum immateriellen Kulturerbe der Menschheit (2001, erneuert 2008). Der Berg der Kreuze ist zwar nicht das ausschließliche Thema, hat aber aufgrund der mit ihm verbundenen Symbolik eine besondere Bedeutung.